# Símbolos litúrgicos
Os Símbolos Litúrgicos são os objetos utilizados durante cultos religiosos.

## Vestes dos ministros ordenados
- Amito: Vem do (latim amictus, anaboladium). É um rectângulo de tecido branco, normalmente de linho ou algodão e com uma cruz ao meio, tendo fitas ou cordões em duas das pontas. Serve para colocar à volta do pescoço, atando-se no peito com as fitas. Todos os ministros que vestem alva, podem vestir o amicto. O seu uso é obrigatório sempre que a alva ou túnica não cubra totalmente a roupa que se usa por debaixo na zona do pescoço. "O seu uso parece que não vai além do século VIII. O seu uso simboliza a expurgação do pecado original cobrindo a maçã de Adão. A princípio colocava-se sobre a alva, e algumas vezes até sobre a casula e servia para cobrir a cabeça quando se ia ou vinha do altar; [...]. Hoje, segundo o rito romano, é o primeiro dos paramentos sagrados; colocado sobre as espáduas, fica entre as vestes ordinárias e a alva e restantes vestes sagradas. Colocava-se sobre a cabeça, simbolizando o capacete da fé, com que estamos armados contra as tentações; envolvendo o pescoço e protegendo-o contra os acidentes do ar, significa a moderação da voz, a prudência e discrição nas palavras."[1] Ao vestir o amicto o ministro diz: "Senhor, colocai sobre a minha cabeça o capacete da salvação, para que possa repelir todos os assaltos diabólicos."

- Alva ou túnica (lat. alba): é geralmente de tecido branco e cobre todo o corpo até aos pés. Veste-se sobre a batina ou outra roupa ordinária e sobre o amicto (se for usado). "Simboliza a túnica branca vestida a Jesus Cristo em casa de Herodes. Além disso simboliza pela sua cor a pureza, candura e santidade de vida que deve ser apanágio do sacerdote; o linho, naturalmente impuro, mas embranquecido à custa de muitos esforços e trabalhos, completa o símbolo."[1] Ao vesti-la o sacerdote diz: "Fazei-me puro, Senhor, e santificai o meu coração, para que, purificado com o sangue do Cordeiro, mereça gozar as alegrias eternas." Neste momento, o sacerdote despoja-se daquilo que é e, não obstante as suas falhas e pecados, ele celebrará na pessoa do próprio Cristo. É importante não confundir a alva ou túnica com a batina, esta é de cor preta ou de outra cor (de acordo com dignidade eclesiástica) e usada por clérigos e seminaristas. A alva é usada apenas no momento da celebração e é sempre de cor branca ou clara (pérola, gelo, creme...).
- Cíngulo ou cordão (lat. cingulum, baltheus, zona): é um cordão comprido que se usa como cinto; serve para cingir à cintura a alva. "O cordão é tão antigo como a alva; enquanto os próprios leigos usaram amplas túnicas, cingiam-se sempre com cintos ou cordões, sendo até considerado como sinal de desleixo e desonestidade o aparecer alguém em público sem andar cingido. Lembra as cordas com que foi preso Jesus no horto, e com que o ataram à coluna, bem como os instrumentos da flagelação. Também simboliza a continência e castidade a que são obrigados os ministros do santuário."[2]
- Estola: O padre distingue-se pela Estola, que é a faixa vertical que desce do pescoço paralelamente e significa o poder da autoridade sacerdotal. A cor da estola varia de acordo com o tempo litúrgico.
- Casula: Usadas pelos Bispos, Papa e sacerdotes. É uma espécie de capa ou “poncho” . A cor varia conforme o tempo litúrgico mas com tonalidades mais vistosas e brilhantes, às vezes também pode ser dourada ou prateada, substituindo o Branco. É uma veste solene, devendo ser usada em dias especiais ou festivos, mas também em dias comuns, ao menos pelo sacerdote que preside à celebração a estola sempre deve estar por baixo.

## Objetos e locais
- Altar: representa a mesa da Ceia do Senhor, onde Jesus instituiu a Eucaristia juntamente com seus discípulos e também o local do sacrifício do Cordeiro. Geralmente fica num plano mais elevado para que possa ser visto por todos presentes

- Toalha: Geralmente Branca, comprida, deve cobrir toda a mesa. Deve ser limpa, impecavelmente lavada e passada

- Acitara: Véu usado na igreja para cobrir coisas sagradas.

- Crucifixo: Sempre deve estar sobre o altar para lembrar que todo o mistério da redenção não deve ser separado da Eucaristia

- Velas: A chama da vela significa a luz da Fé de todos os que estão presentes ali

- Flores: Para ornamentação. Na época da quaresma e do Advento, exceto no Terceiro Domingo Gaudete, não se usam flores na Igreja.

- Missal Romano: Livro grande no qual o Padre segue a Missa. Ali está todo o rito da Missa, exceto as leituras do dia que estão em outro livro chamado Lecionário

- Evangeliário: Livro litúrgico no qual estão reunidos os evangelhos lidos pelo padre nas missas dominicais

- Hóstias: Feitas de trigo puro sem fermento. Para os católicos depois da consagração são o Corpo de Jesus. A hóstia magna para o sacerdote é apenas para que possa ser vista de longe no momento da elevação. As pequenas são para a comunhão dos fiéis. Já estão fracionadas por praticidade e para que não se perca nenhum fragmento. Observação: Quem vai distribuir a Eucaristia deve antes purificar suas mãos, não apenas por questão de higiene mas também como sinal de purificação dos erros e pecados. Quando termina de distribuir a Eucaristia as mãos também devem ser lavadas (geralmente os dedos pois com eles que se pega a Eucaristia para distribuir) para que neles não fique nenhuma partícula.

- Vinho: Deve ser puro de uva, sem acréscimo de álcool (apenas o álcool natural da própria uva). Após a consagração será o sangue de Jesus.

- Cálice: Usado por Jesus na última Ceia, o cálice é um dos mais importantes objetos usados. Destina-se a receber o sangue de Jesus, sob a espécie do vinho. Os Cálices e outros Vasos Sagrados destinados a receber o Corpo e o Sangue de Cristo devem ser de Metal, de forma que não absorvam líquidos, não se quebrem, nem se alterem facilmente. É igualmente indicado que sejam dourados por dentro, sempre que se trate de um metal oxidável; quando de metal inoxidável ou mais nobre que o ouro, não é necessária a douração.

- Âmbula (ou cibório): É semelhante ao cálice mas contém uma tampa. Nela colocam-se as hóstias para a distribuição e após a Missa são guardadas no sacrário. Podem ter diversas formas. São geralmente pratas ou douradas, e geralmente de material oxidável e douradas no interior.

- Patena: É um pequeno prato raso. Sobre ele se coloca a hóstia usada pelo sacerdote na celebração.

- Pála: Um quadrado de cartolina revestido de tecido que serve para cobrir o cálice protejendo-o de impurezas que possam cair.

- Sanguíneo: Uma "tira" ou toalha feita de linho segundo a Conferência Episcopal um pouco mais comprida branca. Serve para enxugar o interior do cálice e da âmbula e também limpar a borda caso escorra. Nele  o sacerdote enxuga os dedos e os lábios.

- Corporal: Uma toalha branca quadrada de linho e engomada. Chama-se corporal porque sobre ela se coloca o Corpo do Senhor que estão na âmbula e no cálice. É estendido pelo Sacerdote ou Diácono no centro do altar. Sobre ele ficarão as hóstias que serão consagradas no centro do altar. O Corporal recorda também o Santo Sudário onde foi envolvido Jesus logo que foi descido da cruz. Quando a comunhão é levada a doentes em hospitais ou em suas residências, os ministros cobrem a mesa com o corporal e colocam sobre ela a Teca com as hóstias já consagradas.

- Manustérgio: Vem da palavra latina Manus que quer dizer mão. Uma toalha usada para enxugar as mãos dos ministros e sacerdotes durante a Missa.

- Galhetas: São duas jarrinhas de vidro que ficam sobre o altar. Numa vai a água e na outra o vinho ainda não consagrado. A água usada na celebração deve ser pura e natural. Serve para purificar as mãos do sacerdote após o ofertório, e dos ministros antes e depois as distribuição da Eucaristia. No momento da purificação o sacerdote profere em voz baixa estas palavras: ”Lavai-me Senhor das minhas culpas e purificai-me dos meus pecados”. Algumas gotas de água são colocadas no vinho no momento do ofertório, antes da consagração, para simbolizar a união da humanidade com a divindade de Jesus. A água também é usada para purificar o cálice e a âmbula.
- Sacrário: Palavra latina Sacrarium, significa lugar onde se guardam as coisas sagradas. Chamado também Tabernáculo, o sacrário é o lugar onde se conservam as hóstias já consagradas na Missa. O sacrário deve ser um recipiente seguro, bem fechado (a chave) e ornamentado. Deve ser colocado em lugar de honra nas Igrejas e capelas.
- Luz ao lado do sacrário: geralmente vermelha significa que Jesus está ali presente
- Ostensório: Estojo redondo, dourado ou prateado, artisticamente emoldurado (em forma de resplendor) e enfeitado, com pedestal e suporte. Uma hóstia grande é colocada bem no centro para ser vista pelos fiéis através do vidro redondo e ao mesmo tempo ficar protegida nas procissões ou adoração eucarística. É usado também quando os sacerdotes dão a Bênção Solene com o Santíssimo Sacramento.
- Teca: Recipiente redondo em forma de uma hóstia, feito de cor prateada ou dourada e deve ser feito de material digno e sólido segundo a Conferência Episcopal ou Costumes da região para outro material. Nela se guarda o Corpo de Cristo, para visitas aos Enfermos ou Viático.
- Turíbulo: recipiente onde se queima o incenso usado nas celebrações litúrgicas, deve ser feito de metal e contém um "rito" próprio para seu uso com certas orações.
- Naveta: recipiente onde fica o incenso antes de ser queimado no turíbulo, tradicionalmente tem formato de uma barca.
- Liturgia: É o conjunto de cerimônias religiosas que formam o culto público e oficial que a Igreja presta a Deus.
- Rito: Significa Regra, forma de proceder durante as celebrações litúrgicas. O Rito mais usado pela Igreja Católica é o Romano, mas em outras existem outros ritos anteriormente explicados.
- Curiosidades: Poucos sabem como são lavados os panos usados na Missa (Sanguíneo, Corporal e Manustérgio). Por conterem partículas da hóstia consagrada e do vinho consagrado, eles são colocados primeiramente de molho sem sabão, apenas com água e separados das outras peças (o sabão deve ser neutro). A água onde eles ficaram de molho é despejada na terra ou num vaso que contenha terra. Ficam de molho novamente e essa água vai novamente para a terra. Depois são lavados com sabão. Da mesma forma, toda a água usada na Missa para purificação dos objetos e mãos não é despejada de qualquer forma. mas sim colocada em vasos com terra ou diretamente na terra.